# Gradesznica
Gradesznica (bułg. Градешница) – wieś w Bułgarii, w obwodzie Wraca, w gminie Kriwodoł. Według danych szacunkowych Ujednoliconego Systemu Ewidencji Ludności oraz Usług Administracyjnych dla Ludności, 15 września 2023 roku miejscowość liczyła 446 mieszkańców.

## Historia
Obszar Gradesznicy jest bogaty w znaleziska archeologiczne, które świadczą o obecności społeczności ludzkich już we wczesnym neolicie (szóste tysiąclecie p.n.e.). Na terenie wsi odkryto trzy prehistoryczne osady: z wczesnego neolitu (na obszarze „Gradiszteto”), z późnego neolitu (na obszarze „Łukanowo dyrwo”) oraz ufortyfikowaną wielopoziomową osadę ze starego neolitu (w rejonie „Mało pole”). Ten ostatni jest przedstawicielem miejscowej, rdzennej cywilizacji, zwanej w archeologii „kulturą Gradesznica” (kultura Vinča), obejmującej północno-zachodnią Bułgarię i południowo-zachodnią Rumunię. Znaleziono tam naczynia gliniane o charakterystycznych oryginalnych kształtach, bogatą kolekcję plastyku glinianego – postacie ludzkie i zwierzęce, ołtarze oraz modele prehistorycznych domostw.